# Srdcový šerif
Srdcový šerif (v anglickém originále Chief of Hearts) je 18. díl 21. řady (celkem 459.) amerického animovaného seriálu Simpsonovi. Scénář napsali Carolyn Omineová a William Wright a díl režíroval Chris Clements. V USA měl premiéru dne 18. dubna 2010 na stanici Fox Broadcasting Company a v Česku byl poprvé vysílán 30. prosince 2010 na stanici Prima Cool.

## Děj
Když se Homer pokusí přinést do banky sladkost, je omylem považován za bankovního lupiče se zbraní v ruce a soudkyně Konstance Krutá ho odsoudí ke 100 hodinám veřejně prospěšných prací. Během výkonu veřejně prospěšných prací nabídne Homer náčelníku Wiggumovi chutný sendvič s parmazánem. Wiggum je nabídkou dojat a oba se okamžitě spřátelí. Když spolu tráví čas, Wiggum se Homerovi svěří, že má velmi málo přátel, protože se ho občané jako policisty bojí a ostatní policisté ho znevažují. Jejich chvíle je přerušena, když Wiggum musí spěchat k loupeži, při níž je postřelen zločincem z tlupy Tlustého Tonyho. Homer bdí u lůžka v nemocnici, dokud se Wiggum neprobere, ale brzy ho Wiggum omrzí a jde si odpočinout k Vočkovi. Když ho tam Wiggum najde, prohlásí Homera za špatného přítele a požaduje, aby ho Eddie a Lou zatkli, ale když tento nezákonný úkol odmítnou, Wiggum je seřve a vyrazí ven. 
Později Homer najde Wigguma na stejném svahu, kde spolu poprvé trávili čas. Když spatří Tlustého Tonyho a jeho mafii, jak padělají košile Lacoste, Homera a Wigguma zajmou a hodí do kufru Tonyho auta, aby je odvezli na popraviště. Situace se zdá beznadějná, ale Homer věří, že Wiggum najde cestu ven. Wiggum přeskládá CD tak, aby místo dramatické písně hrála „At Seventeen“ od Janis Ianové, čímž Tonyho rozzlobí. Když Legs a Louie otevřou kufr, Wiggum je pomocí předmětů v něm omráčí a oba se dají na útěk. Usmíří se a následně obtěžují Neda Flanderse pomocí policejního vrtulníku, přičemž ho obelstí, aby uvěřil, že ho Bůh přesvědčuje, aby plnil trapné úkoly. 
Mezitím se Bart na Dylanově narozeninové oslavě seznámí s japonskou karetní hrou Boje gule. Ačkoli se nikdy nevyřeší, zda je Dylan muž, nebo žena, Bart se na této hře stane závislým. Jeho žargon a tajnůstkářské chování vedou ředitele Skinnera k podezření, že Bart obchoduje s drogami. Marge nemůže uvěřit, že by se Bart zapletl s drogami, ale pojme podezření a prohledá jeho pokoj. Když ji přistihne, jak se mu hrabe ve věcech, ukáže jí své vybavení pro Boje gule a přesvědčí ji, že jeho zájmy jsou legální. Bart je však zděšen, že Marge považuje hru za roztomilou, a rozhodne se ji spláchnout do záchodu, čímž způsobí jeho přetečení.

## Produkce
Epizodu napsali Carolyn Omineová a William Wright a režíroval ji Chris Clements. V dílu hostují Jane Kaczmareková jako soudkyně Konstance Krutá, Maurice LaMarcheová a Joe Mantegna jako Tlustý Tony. Na konci se objeví Levák Bob.

## Kulturní odkazy
Během dílu je možné vidět epizodu Starsky & Hutch a herce Edwarda G. Robinsona. Bartova podzápletka je paralelou k epizodě South Parku Činpokomončáci a sitcomu Three's Company. Hra, kterou Bart a jeho přátelé hrají, je parodií na Bakugana (jedno z dětí říká, že Digimon vypadá jako Pokémon). Když Wiggum řekne Krustymu, aby „šel vyřešit ty pobudy“, jedním z pobudů je John Swartzwelder. Doktor Dlaha se v nemocnici zmíní, že na Wiggumově rentgenu byla jeho levá plíce plná banánového shaku, a uvede, že McDonald's „je letos (2010) neprodával“. V dílu zazní píseň „At Seventeen“ v podání Janis Ianové.

## Přijetí
Tuto epizodu sledovalo 5,93 milionu domácností. Podle společnosti Nielsen byl mezi diváky ve věku 18–49 let rating 2,7, což znamenalo první místo v daném čase. Díl se umístil na 24. místě v týdenním ratingu 18–49.
Epizoda získala smíšené hodnocení. Robert Canning ze serveru IGN udělil epizodě známku 8/10 a uvedl: „V epizodě bylo hodně věcí, které se mi líbily. Spojení Homera s Wiggumem nebylo v seriálu ničím přehnaným, takže to, že se tito dva ocitli v centru dílu, působilo určitým svěžím dojmem. Příběh možná tolik ne, ale dvojice fungovala.“. Zmínil také, že „Bartova dějová linie se hrou Boje gule byla také zábavná, i když v ní nebylo vůbec nic“.
Emily VanDerWerffová z The A.V. Clubu udělila dílu hodnocení B−: „Mnoho Simpsonovských epizod z poslední doby to dělá proto, aby vyvrcholily, protože závěr Simpsonovského dílu, i toho dobrého, je obvykle jeho nejslabším místem. Tohle nebyla výjimka, takže to epizodu drží dál od některých jiných v této řadě, ale je hezké vidět, že seriál občas zkouší nové věci.“.
TVFanatic.com, který epizodě udělil 2,5/5, uvedl: „Je šokující, že díl Simpsonových, který se zaměřuje na přátelství mezi Homerem a Clancym, by byl tak průměrný. Pokud by hlavní příběh nebyl dostatečným zklamáním, vedlejší příběh s Bartem, který se stane závislým na hře Boje gule, stojí sotva za zmínku.“.
Jason Hughes z TV Squad díl okomentoval takto: „To, že se Homer Simpson a Clancy Wiggum stanou nejlepšími kamarády, mělo být komediální zlato. Místo toho byla tato epizoda Simpsonových kolosální nuda. Zdá se, že všechno, co lze se springfieldskou policií udělat k popukání – honičky ve vysokorychlostních autech, strkání veverek do kalhot za účelem hazardu – už tu bylo. Vždyť ani nechodí na koblihy!“.